# Plac Powstańców Warszawy w Warszawie

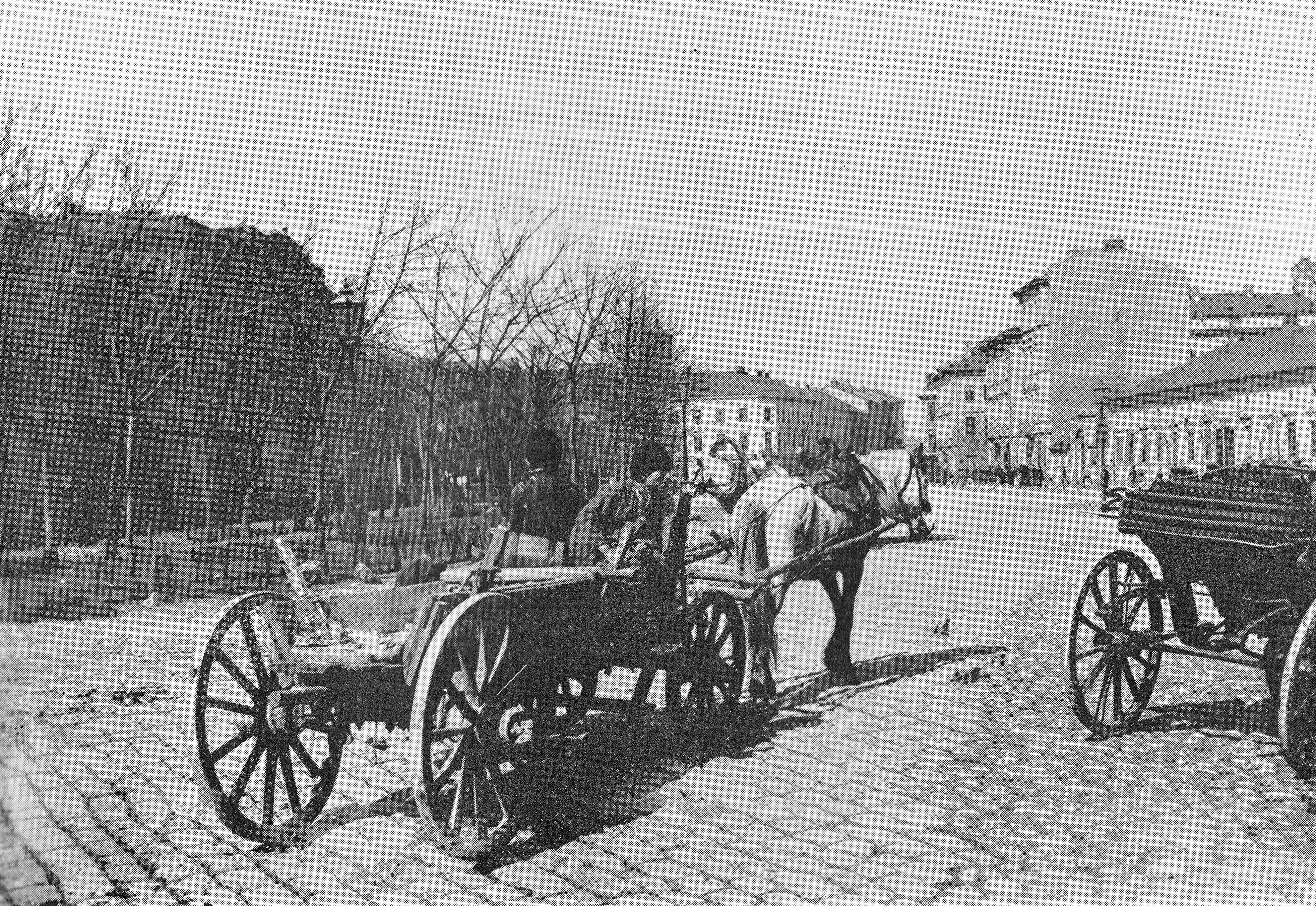
Plac Warecki ok. 1892

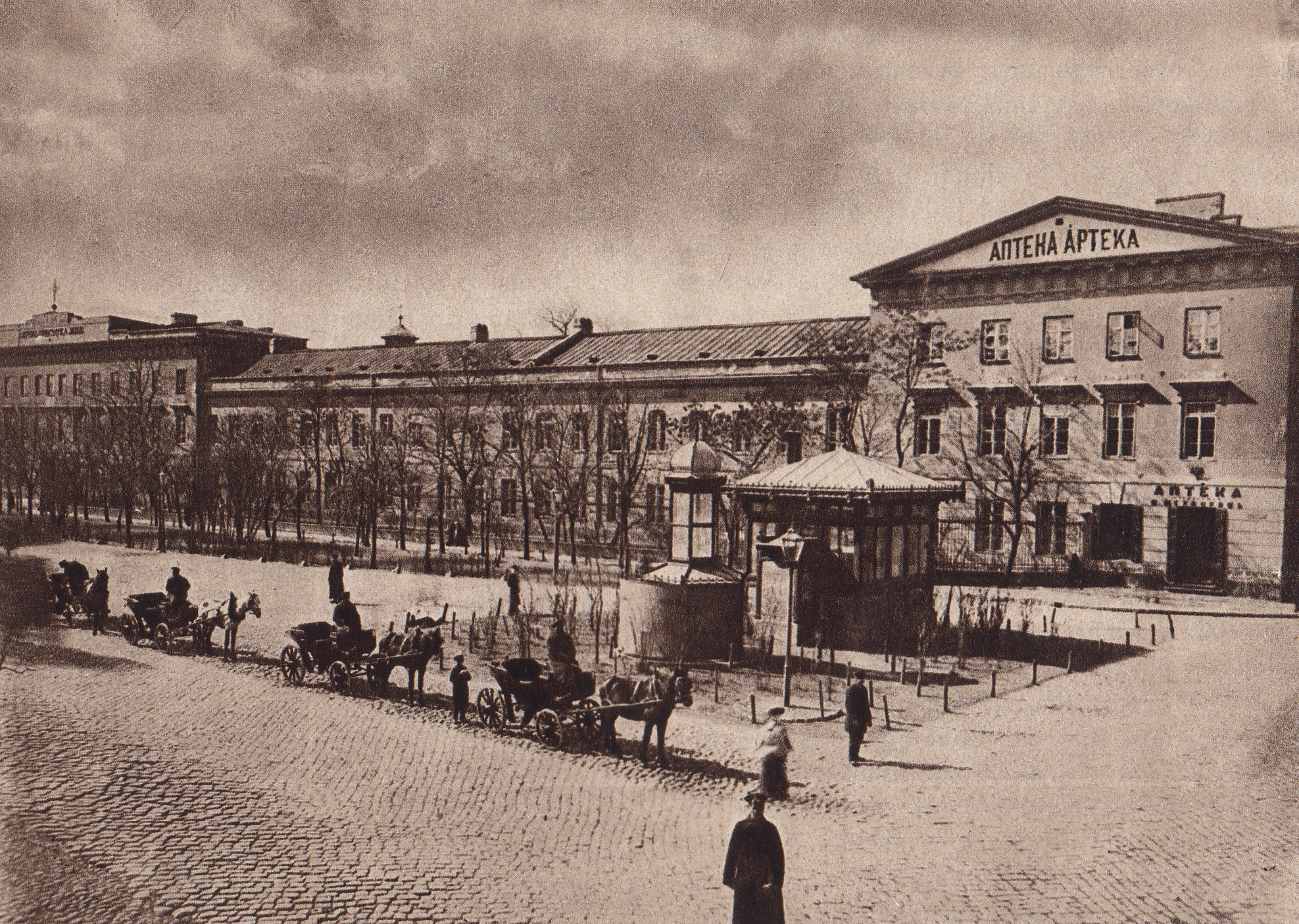
Zespół Szpitala Dzieciątka Jezus na placu Wareckim ok. 1900

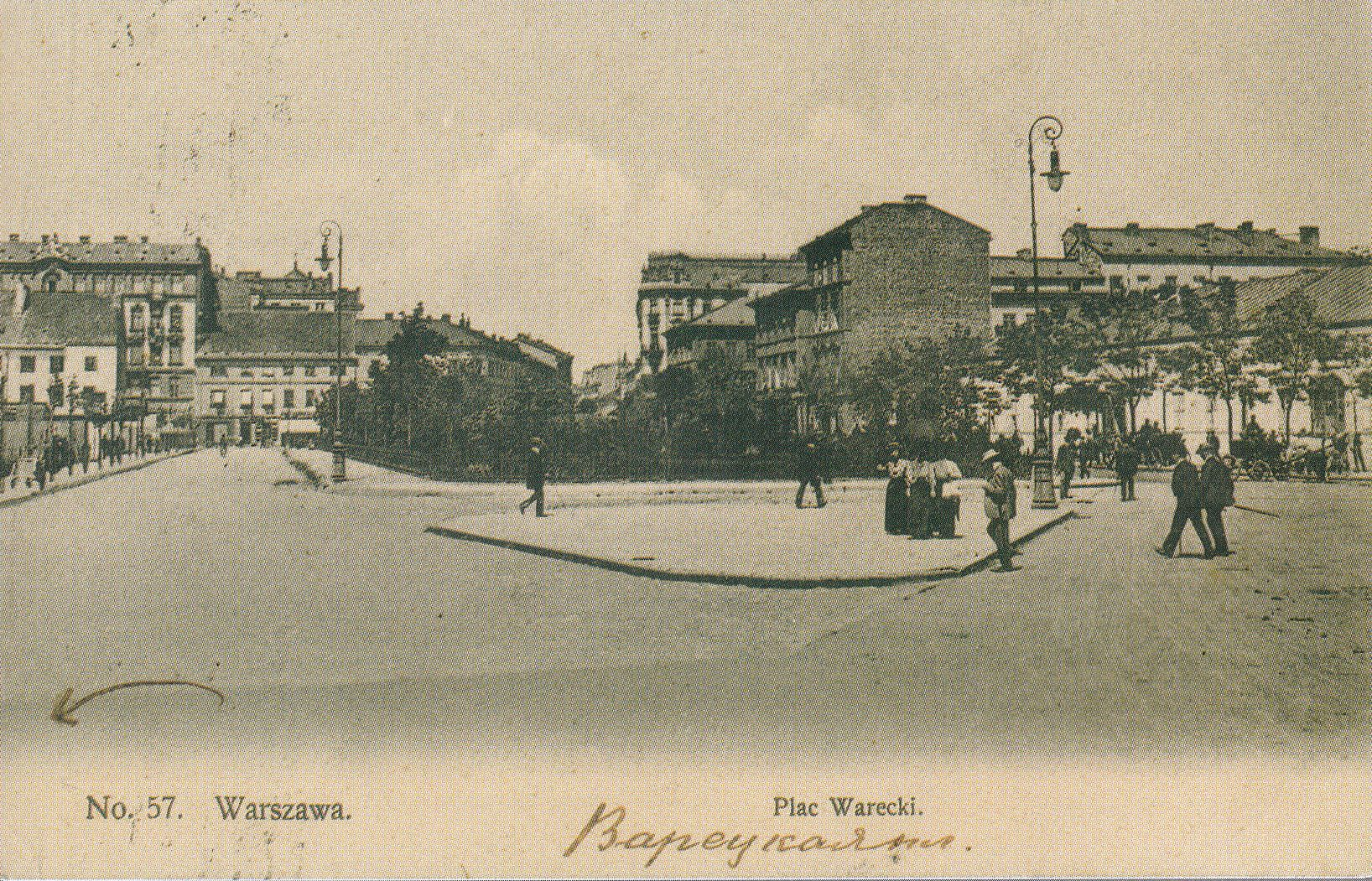
Plac ok. 1908

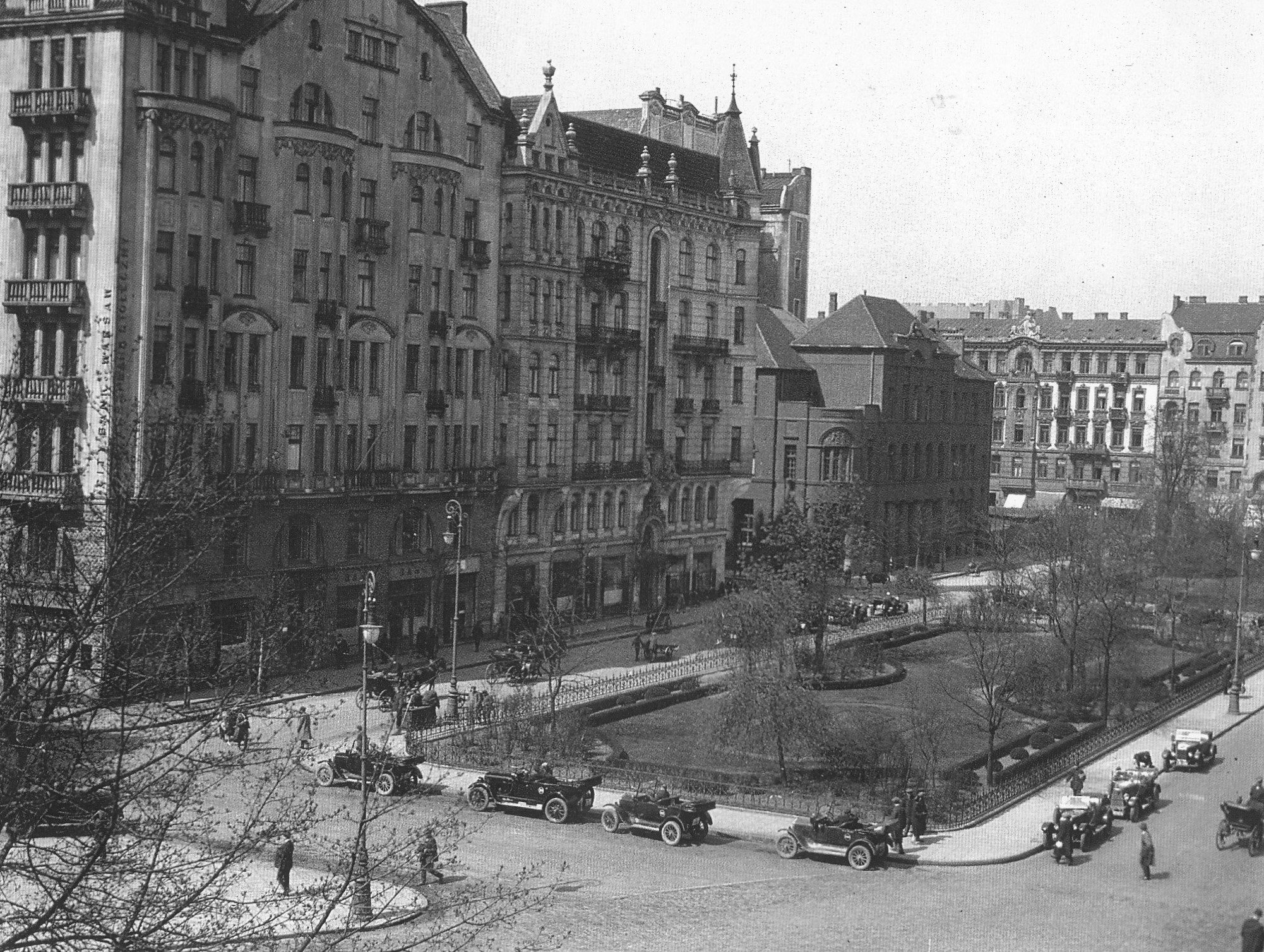
Plac ok. 1928−1931

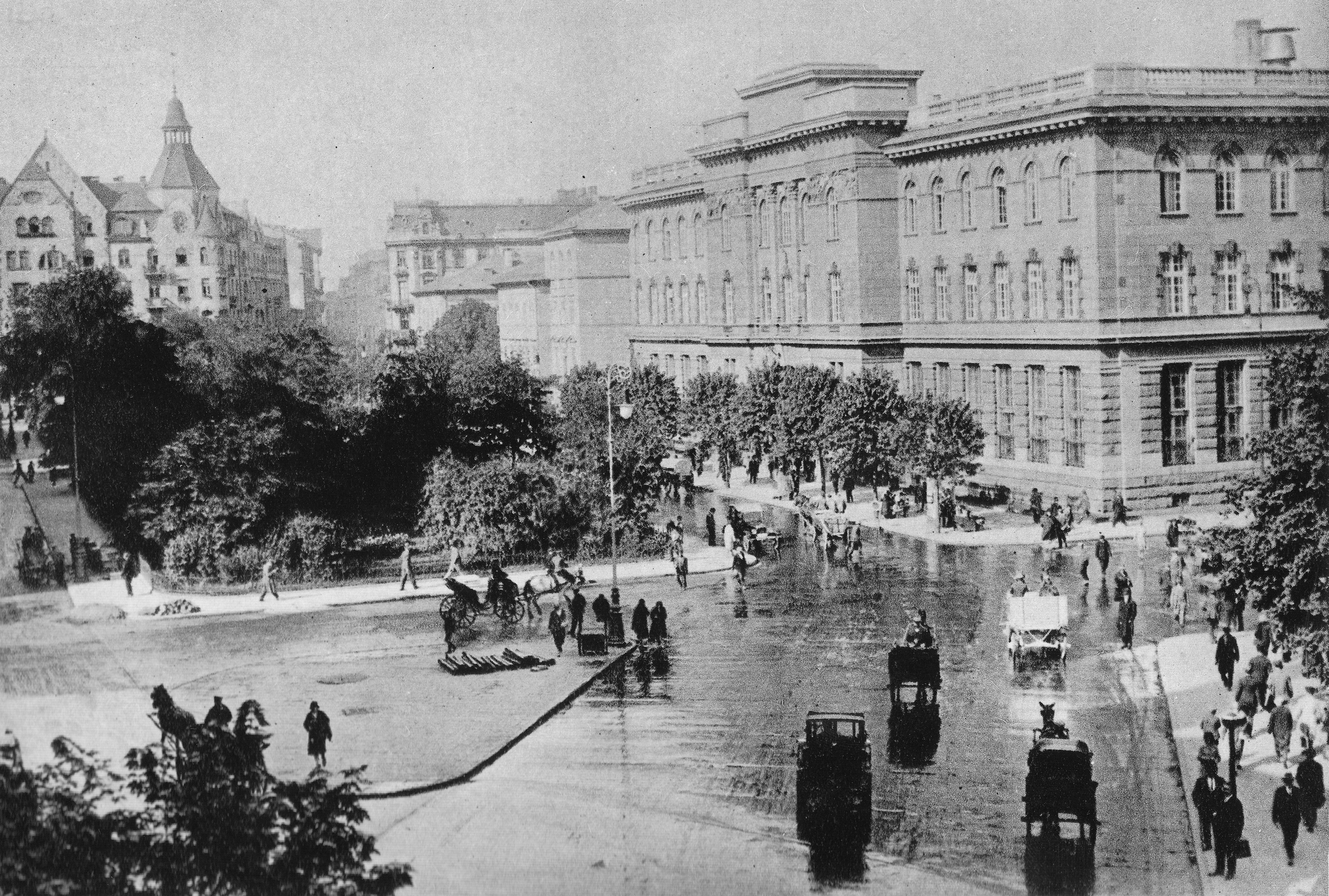
Plac w okresie międzywojennym, po prawej gmach Poczty Głównej

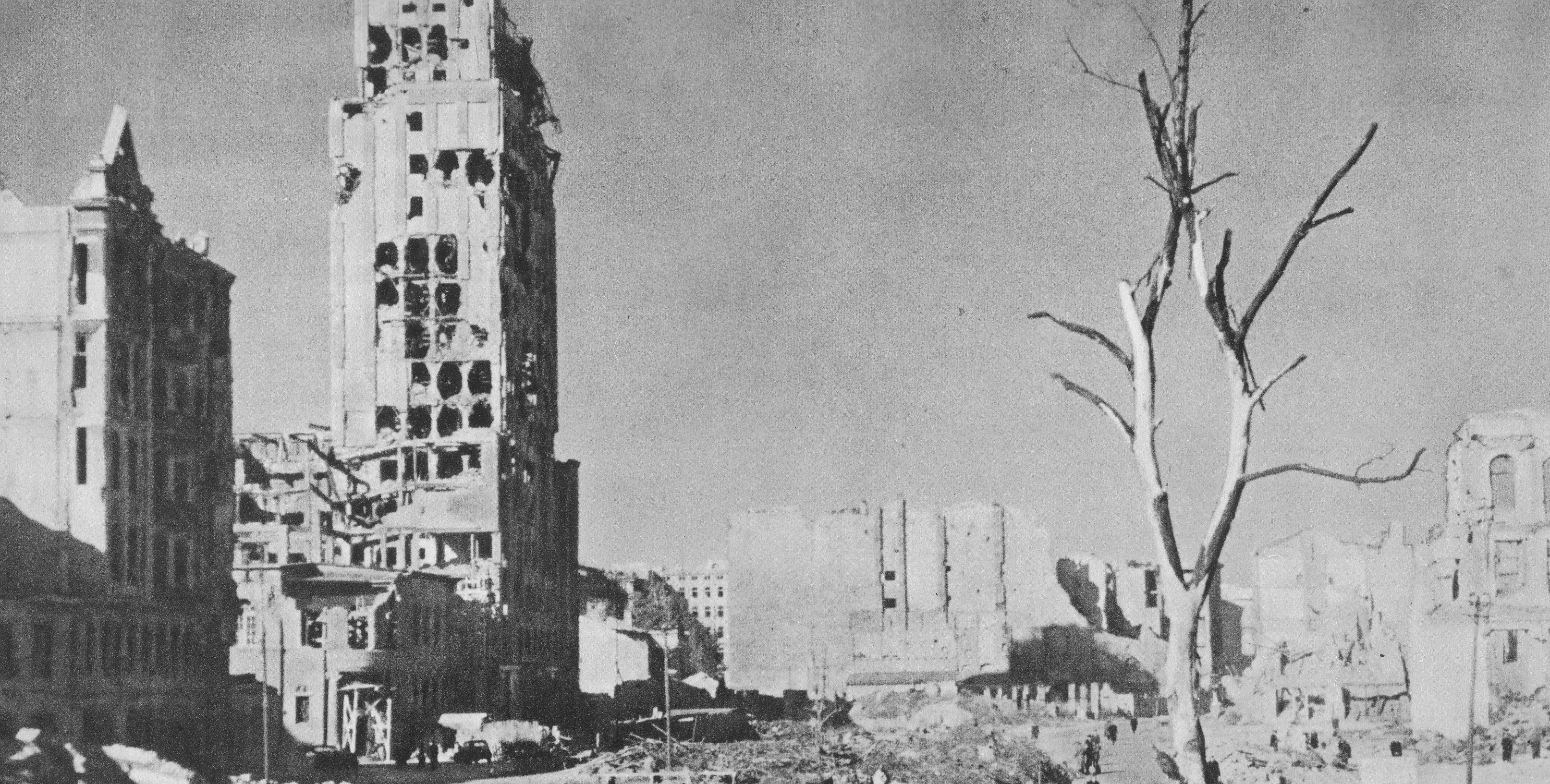
Plac w 1945

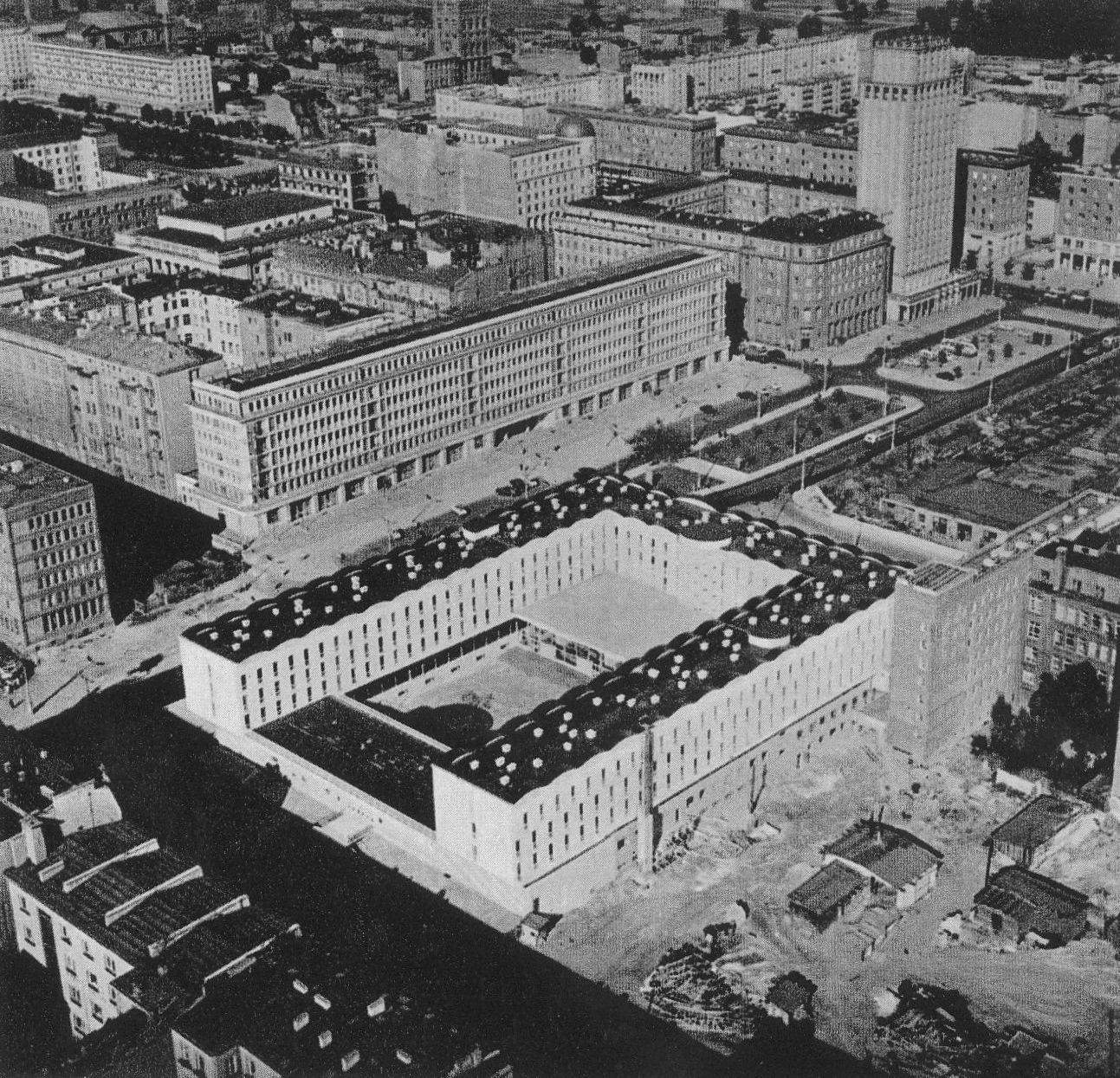
Plac w latach 60. XX wieku, na pierwszym planie Dom Chłopa

Plac Powstańców Warszawy – plac w dzielnicy Śródmieście w Warszawie.

## Nazewnictwo
W swojej historii plac nosił kolejno nazwy:
- plac Dzieciątka Jezus (1839–1870)[1]
- plac Warecki (1870–1921)[2]
- plac Napoleona (1921−1940)[3][4]
- Postplatz (1940−1945)[4]
- plac Napoleona (1945−1957)
- plac Powstańców Warszawy (od 1957)[5][6]

## Historia
Prostokątny plac został wytyczony w latach 1823–1826 w miejscu istniejących w tym miejscu ogrodów między ulicami Szpitalną, Mazowiecką, Świętokrzyską i Warecką oraz obecnymi (przeprowadzonymi w 1902) ulicami Nowosienną (Sienkiewicza) i Moniuszki. W 1839 nadano mu nazwę plac Dzieciątka Jezus, pochodzącą od istniejącego tu od 1758 Szpitala Dzieciątka Jezus. Monumentalny budynek główny szpitala zajmował teren między ul. Świętokrzyską a obecną ul. Boduena. Przy szpitalu założono cmentarz.
W 1828 przy placu zakończono budowę dwupiętrowej kamienicy należącej do Karola Fryderyk Mintera, przy której powstała fabryka metalowej galanterii użytkowej i artystycznej. Około 1865 fabryka została przeniesiona na ul. Smolną, a do dawnej kamienicy Minterów wprowadziła się Dyrekcja Poczt. Na sąsiedniej posesji, w miejscu dawnego domu przedpogrzebowego i składu karawanów Szpitala Dzieciątka Jezus, od ok. 1862 działała stacja pocztowa z dużymi stajniami, warsztatami i budynkami mieszkalnymi dla pocztylionów.
Około 1870 plac został przemianowany na plac Warecki, gdyż został wytyczony na gruntach Józefa Pułaskiego – starosty wareckiego. W 1901 Szpital Dzieciątka Jezus został przeniesiony do nowej siedziby zbudowanej w latach 1897–1901 na terenie dawnego folwarku świętokrzyskiego, w rejonie ul. Nowogrodzkiej. Na rozparcelowanym terenie poszpitalnym zaczęto wznosić kamienice czynszowe. Plac uporządkowano i wybrukowano oraz założono nowy skwer. W latach 1912–1916 stację pocztową zastąpiono monumentalnym gmachem Poczty Głównej. W okresie międzywojennym w budynku miało również siedzibę Ministerstwo Poczt i Telegrafów (z adresem ul. Warecka 16).
Plac był planowaną pierwotną lokalizacją pomnika Fryderyka Chopina W 1921, w setną rocznicę śmierci Napoleona Bonapartego, plac otrzymał nazwę plac Napoleona, a na samym placu postawiono jego pomnik (później rozebrany). Monument Bonapartego odsłonięto ponownie w 2011.
W latach 1931–1933 przy placu zbudowano 16-piętrowy wieżowiec Towarzystwa Ubezpieczeniowego Prudential. Był to pierwszy w Polsce drapacz chmur o wysokości 66 metrów.
Zabudowa placu ucierpiała w czasie obrony Warszawy we wrześniu 1939. Na placu powstał wtedy prowizoryczny cmentarz; groby zaczęto usuwać na rozkaz władz okupacyjnych niemieckich w listopadzie 1939. W maju 1940 nazwa placu została przez nie zmieniona na Postplatz.
W 1944 powstanie warszawskie i walki na placu zaczęły się ok. godz. 16, czyli godzinę przed godziną „W”. Budynek Prudentialu został zajęty przez powstańców i pozostawał w ich rękach do końca powstania. Z jego okien ostrzeliwano zajęty przez Niemców gmach Poczty Głównej, który został zdobyty 2 sierpnia. Jako najwyższy w Warszawie mocno ucierpiał od nalotów i ostrzału artyleryjskiego, m.in. 28 sierpnia został trafiony pociskiem o masie 2 ton kalibru 600 mm z samobieżnego moździerza typu Karl-Gerät.
Po 1945 w przedwojennej formie przy placu odbudowano jedynie gmach Prudentialu, w którym (z przerwą w latach 2002−2018) funkcjonuje hotel Warszawa. Przez plac przeprowadzono linię trolejbusową. W latach 50. w miejscu zburzonego gmachu Poczty Głównej rozpoczęto budowę kompleksu Narodowego Banku Polskiego. Uchwałą Rady Narodowej m.st. Warszawy z dnia 27 września 1957 nazwę placu zmieniono na plac Powstańców Warszawy.
W 1979 na placu odsłonięto płytę-pomnik upamiętniającą walki batalionu „Kiliński” podczas powstania warszawskiego.
W 2012 na placu została wybudowana wentylatornia linii M2 warszawskiego metra, przebiegającego pod ul. Świętokrzyską. W trakcie prac natrafiono na pocisk z samobieżnego moździerza typu Karl-Gerät kalibru 600 mm, taki sam, który w sierpniu 1944 trafił w Prudential.
W 2014, w związku z 70. rocznicą wybuchu powstania warszawskiego, nawierzchnia placu została wyremontowana. W 2017 dokonano jego kolejnej modernizacji, m.in. usuwając wielkie kolorowe donice ustawione w 2014 oraz sadząc 25 lip srebrzystych. W 2022 pod placem rozpoczęła się budowa czterokondygnacyjnego parkingu podziemnego z 420 miejscami postojowymi. Parking został otwarty w marcu 2025.

## Ważniejsze obiekty
- Naczelny Sąd Administracyjny w Warszawie (ul. Boduena 3/5)
- Pomnik Napoleona Bonaparte
- Urząd Ochrony Konkurencji i Konsumentów (nr 1)
- Urząd Komisji Nadzoru Finansowego (nr 1)
- Dom Chłopa (hotel Gromada Warszawa Centrum, nr 2)
- Telewizja Polska (nr 7)
- Hotel Warszawa, w okresie międzywojennym siedziba Towarzystwa Ubezpieczeniowego Prudential (nr 9)
- Pomnik Powstańców Warszawy
- Narodowy Bank Polski (Oddział Okręgowy w Warszawie, nr 4)

## Obiekty nieistniejące
- Szpital Dzieciątka Jezus
- Gmach Poczty Głównej (nr 8)